# 巴尔干战争

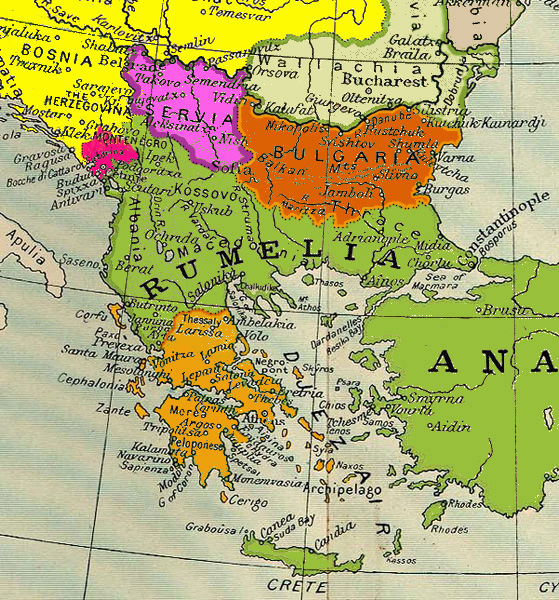
戰前的巴爾幹半島 (1912年)

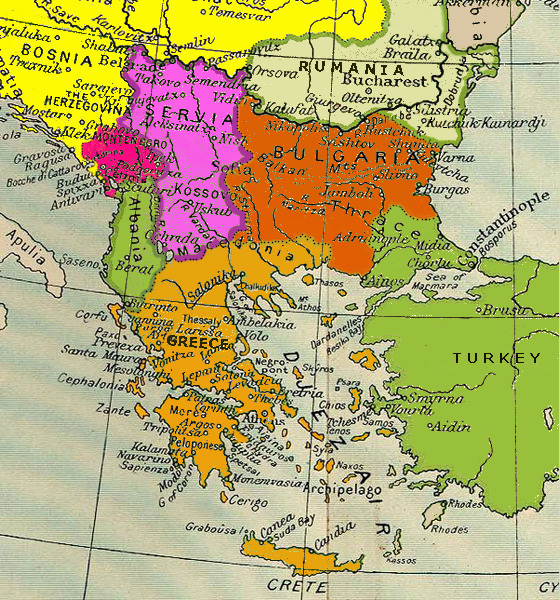
戰後的巴爾幹半島 (1913年8月後)

巴尔幹战争指的是1912年到1913年期間在南歐巴尔干半岛上前後發生的第一次巴尔干战争和第二次巴尔干战争。

## 簡介
第一次巴尔干战争（1912年10月－1913年5月）的對戰雙方是巴尔干同盟諸国（希臘、保加利亞、黑山、塞爾維亞）與鄂圖曼土耳其帝國。結果鄂圖曼土耳其帝國戰敗，其在巴尔干半岛上的土地除伊斯坦堡附近的一小塊之外，全部割讓給同盟四國，同時阿爾巴尼亞獨立。其后由于戰後利益分配上的問題，又很快爆發了第二次巴尔干战争（1913年6月－8月），這次的交戰雙方分別是希臘、塞爾維亞、羅馬尼亞、土耳其與保加利亞。結果保加利亞戰敗，簽訂布加勒斯特條約，保加利亞割讓了大片土地。

## 結果
塞爾維亞經過這次戰爭，變得更加強大；這引起奧匈帝國的不安，兩國間的敵視成為後來第一次世界大戰的導火線。保加利亞由於被巴爾幹鄰國擊敗，因而轉向復仇主義，第一次世界大戰時加入同盟國（因塞爾維亞、希臘、羅馬尼亞皆為協約國成員），尋求恢復大保加利亞的光榮。